# ایزومتروس ماکولاتوس
ایزومتروس ماکولاتوس (نام علمی: Isometrus maculatus) نام یک گونه از راسته کژدم است.